# Andriej Kurajew
Andriej Wiaczesławowicz Kurajew (ros. Андрей Вячеславович Кураев; ur. 15 lutego 1963 w Moskwie) – rosyjski duchowny prawosławny, teolog, misjonarz, syn filozofa Wiaczesława Kurajewa. Radio Wolna Europa określiło go mianem enfant terrible Rosyjskiego Kościoła Prawosławnego.

## Życiorys

### Dzieciństwo i młodość
Kilka lat dzieciństwa spędził w Pradze, następnie wrócił do rodzinnej Moskwy. Ukończył studia na Wydziale Filozoficznym Uniwersytetu Moskiewskiego w katedrze historii i teorii ateizmu naukowego, po czym kontynuował studia w aspiranturze. Wychował się w ateistycznej rodzinie, do momentu podjęcia studiów był przekonanym ateistą, jednak jesienią 1982 przyjął chrzest.
W 1985 przeszedł do pracy na Moskiewskiej Akademii Duchownej. Wykształcenie teologiczne średnie uzyskał w seminarium duchownym w Moskwie w 1988, następnie wyjechał na dwa lata do Rumunii i tam kontynuował naukę teologii w Instytucie Teologicznym. W Rumunii został wyświęcony na diakona.
Moskiewską Akademię Duchowną ukończył w 1992 roku. Od 1990 do 1993 był także referentem patriarchy moskiewskiego i całej Rusi Aleksego II.

### Teolog i duchowny
W 1993 został dziekanem Wydziału Filozoficzno-Teologicznego Rosyjskiego Uniwersytetu Prawosławnego św. Jana Teologa; funkcję tę sprawował przez trzy lata. W tym czasie obronił dysertację kandydacką w dziedzinie nauk filozoficznych w Instytucie Filozofii Rosyjskiej Akademii Nauk oraz w dziedzinie nauk teologicznych w Moskiewskiej Akademii Duchownej. W 1997 został profesorem w Prawosławnym Instytucie Teologicznym św. Tichona, przekształconym następnie w państwowy uniwersytet prawosławny. W 1996 otrzymał tytuł profesora teologii.
W 2009 został mianowany protodiakonem i nagrodzony prawem noszenia kamiławki. Służył w cerkwi św. Michała Archanioła w Moskwie–Tropariowie.
W latach 2004–2013 był wykładowcą Moskiewskiej Akademii Duchownej oraz członkiem komisji biblijno-teologicznej przy Świętym Synodzie Rosyjskiego Kościoła Prawosławnego.
Pracоwał w katedrze filozofii religii i religioznawstwa, na Wydziale Filozoficznym Uniwersytetu Moskiewskiego, skąd został zwolniony w 2014 roku z powodów politycznych i od tej pory uważa się za bezrobotnego. Był członkiem rady ekspercko-konsultacyjnej ds. wolności sumienia przy Komitecie Dumy Państwowej Federacji Rosyjskiej ds. organizacji społecznych i związków wyznaniowych.
Według doniesień prasy protektorem Kurajewa był biskup Tichon.

### Usunięcie z Moskiewskiej Akademii Duchownej
Z pracy na Moskiewskiej Akademii Duchownej został zwolniony w końcu 2013; jako oficjalną przyczynę podano „skandaliczny i prowokacyjny” charakter, jaki miała przybierać jego działalność publiczna i wypowiedzi na tematy związane z Cerkwią w mediach oraz na prywatnym blogu. Według samego Kurajewa prawdziwą przyczyną pozbawienia go stanowiska było ujawnienie nadużyć w seminarium duchownym w Kazaniu, gdzie jeden z prorektorów dopuszczał się przestępstw seksualnych względem kleryków. Stwierdził, że pozostaje prawosławnym chrześcijaninem i traktuje patriarchę moskiewskiego i całej Rusi Cyryla jak kanonicznego zwierzchnika Rosyjskiego Kościoła Prawosławnego, nadal jednak uważa obecne stanowisko Cerkwi Rosyjskiej w sprawach społeczno-politycznych za teologicznie błędne. W 2020 roku został suspendowany, zaś w 2023 - pozbawiony stanu duchownego.

## Poglądy
Krytykował udział w Soborze Lokalnym Rosyjskiego Kościoła Prawosławnego w 2009 znacznej liczby świeckich delegatów niebędących zaangażowanymi wyznawcami prawosławia, lecz zamożnymi biznesmenami lub urzędnikami państwowymi. Wypowiadał się przeciwko przekazaniu ikony Andrieja Rublowa Trójca Święta ze zbiorów Galerii Tretiakowskiej do Ławry Troicko-Siergijewskiej.
W 2008 bronił autentyczności cudu Świętego Ognia. Następnie wycofał się z tego stanowiska i powołując się na treść wywiadu udzielonego przez patriarchę jerozolimskiego Teofila III stwierdził, że Święty Ogień jest jedynie symbolem i jego pojawianie się nie ma nadprzyrodzonych przyczyn.

### Sprawa Pussy Riot
Po wydarzeniach z 21 lutego 2012, gdy pięć performerek z grupy Pussy Riot w moskiewskim soborze Chrystusa Zbawiciela odśpiewało „punkową modlitwę” Bogurodzico, przegoń Putina, Andriej Kurajew wzywał do rezygnacji z wymierzania im kary. Powoływał się na fakt, iż występ Pussy Riot miał miejsce w czasie maslenicy, gdy tradycyjnie w cerkwiach zezwalano na wygłupy.

### Skandal homoseksualny w RKP
Twierdzi, iż w Rosyjskim Kościele Prawosławnym istnieje silne lobby homoseksualne, odmawiał jednak wskazania konkretnych nazwisk hierarchów z powodu braku rozstrzygających dowodów. 
—  Blog Andrieja Kurajewa 

### Sprawa ukraińska
Krytykował agresję Rosji przeciwko Ukrainie w lutym 2022 roku, w związku z czym w sierpniu 2022 został ukarany grzywną w wysokości 30 tys. rubli pod zarzutem dyskredytowania armii rosyjskiej.

## Emigracja
W październiku 2023 wyemigrował z Rosji pod groźbą prześladowań politycznych i osiedlił się w Pradze. Przyczyny emigracji wytłumaczył m.in. w rozmowie opublikowanej przez Biełsat TV i stwierdził, że w Pradze otrzymał przez pocztę elektroniczną dwa rosyjskie wezwania sądowe (ros. повестки в суд). Jak stwierdził podczas swego wywiadu w Polsce, Praga odpowiada mu lepiej niż Warszawa, ponieważ Rosyjski Kościół Prawosławny ma znaczące wpływy w Polsce, m.in. przeciwstawia się kanonizacji Szymona Fedorońki jako męczennika. Poza tym Kurajew od wielu lat znajduje się na czarnej liście osób, którym zakazano wjazdu na terytorium Łotwy.

## Życie prywatne
W jednym z wywiadów wyznał, że nigdy się nie ożenił, ponieważ czas, gdy trzeba szukać narzeczonej, zbiegł się z romantyzmem neofity, co stłumiło normalny popęd seksualny. Obecnie upatruje w tym pomyłkę młodości i żałuje tego, że teraz musi spędzać swoją starość w samotności.
—  Andriej Kurajew 

## Nagrody i odznaczenia
14 grudnia 2006 r. przyznano Andriejowi Kurajewowi nagrodę imienia św. Adama Chmielowskiego (Brata Alberta) za wieloletnią działalność misyjną na terenie byłego Związku Radzieckiego.